# Voragno
Voragno è una frazione di Ceres situata nella riva sinistra della val d'Ala a 756 m (slm) nella città metropolitana di Torino.

## Edifici di interesse
Nella chiesa di Voragno, la Cappella dei Santi Fabiano e Sebastiano, sono presenti dipinti cinquecenteschi dedicati alla Sacra Sindone a testimonianza del probabile passaggio del sacro lino per la Val d'Ala durante il trasporto del 1535 da Chambéry a Torino.
Gli affreschi, i più antichi in Piemonte e probabilmente del mondo intero, relativi alla Sacra Sindone, rappresentano la raffigurazione di una ostensione ufficiale.

## Galleria d'immagini

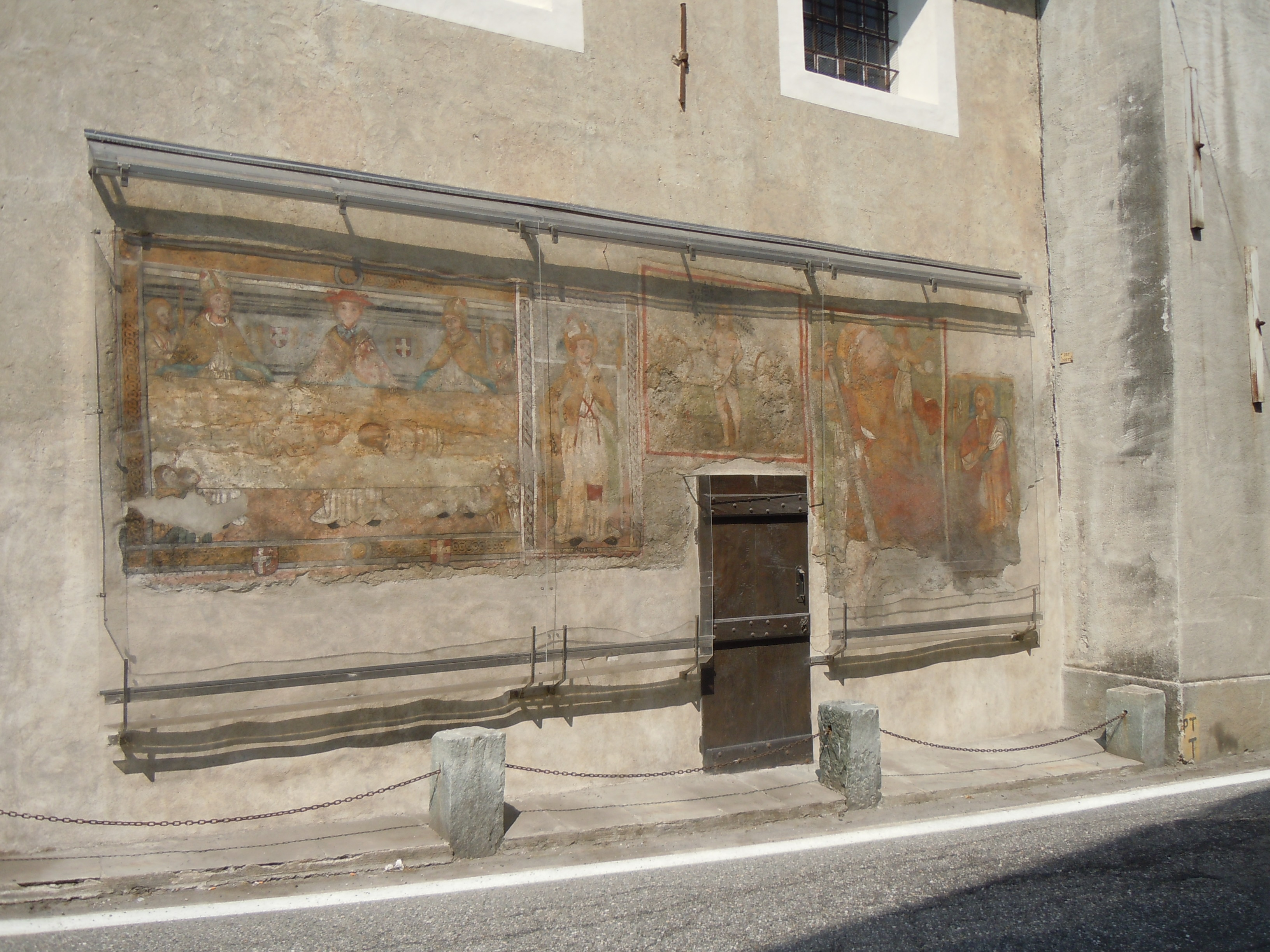
Affresco della prima metà del Cinquecento raffiguranti la Sindone
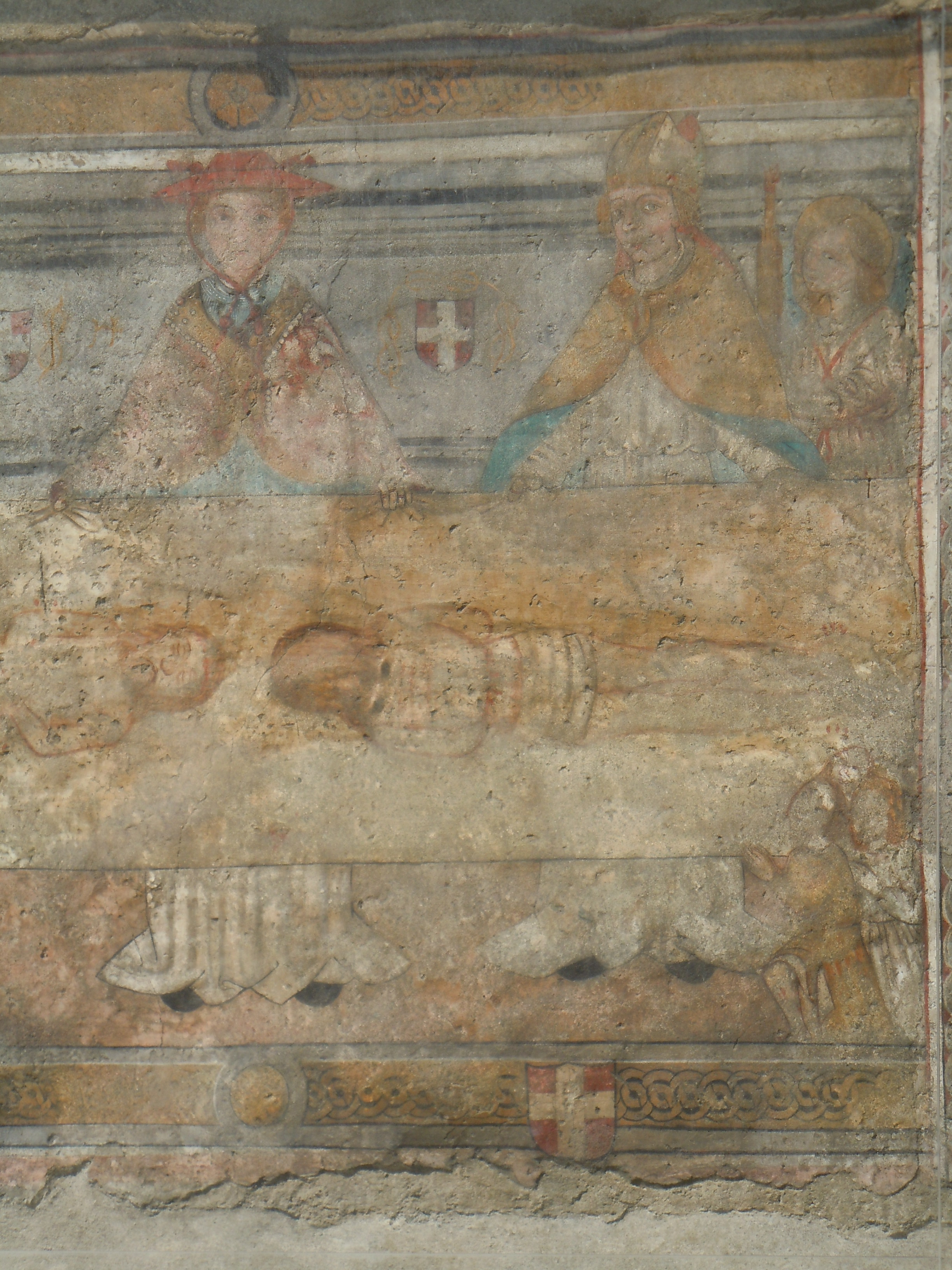
Particolare dell'affresco raffigurante un'ostensione ufficiale della Sindone
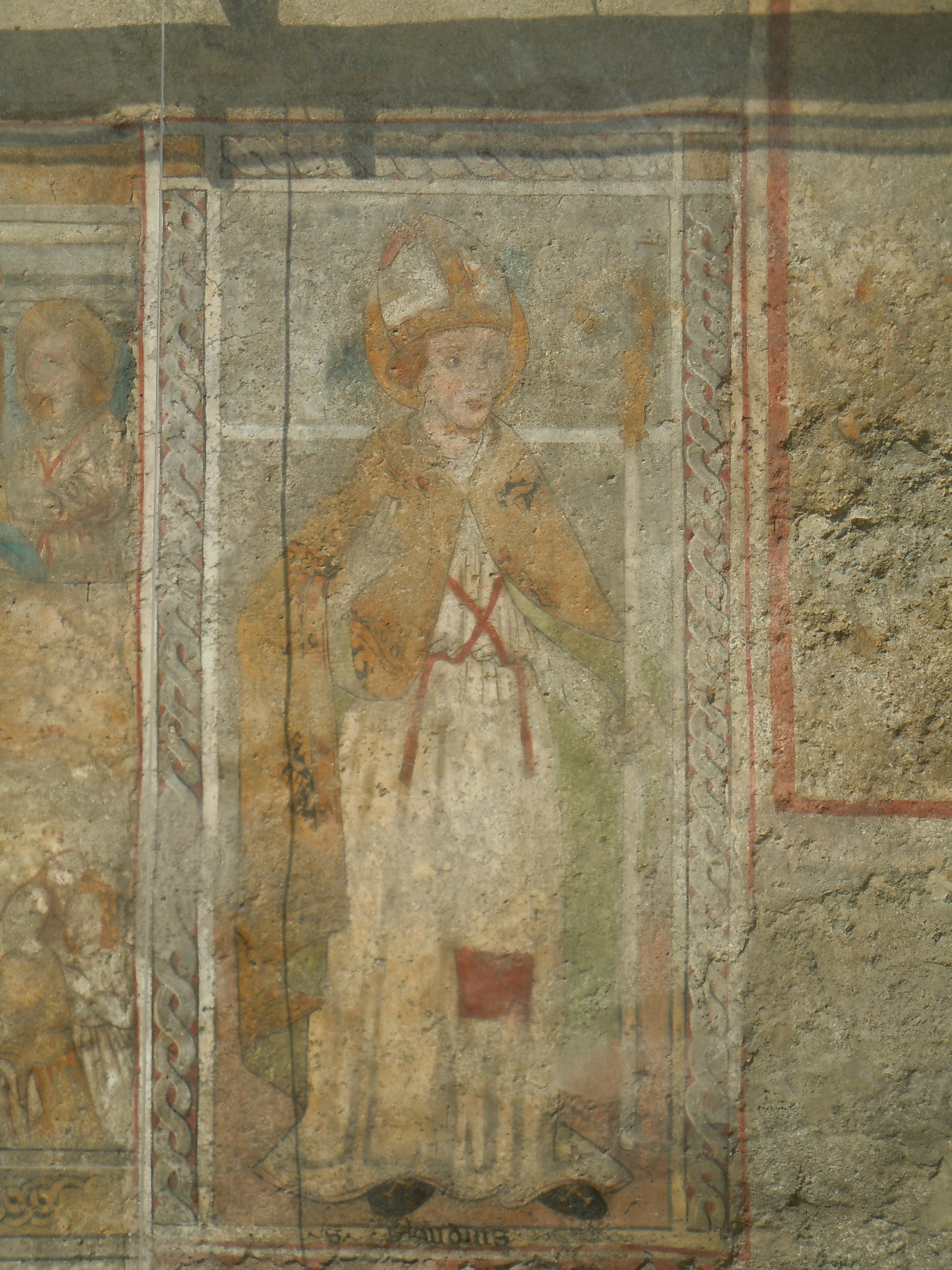
Particolare dell'affresco raffigurante San Claudio
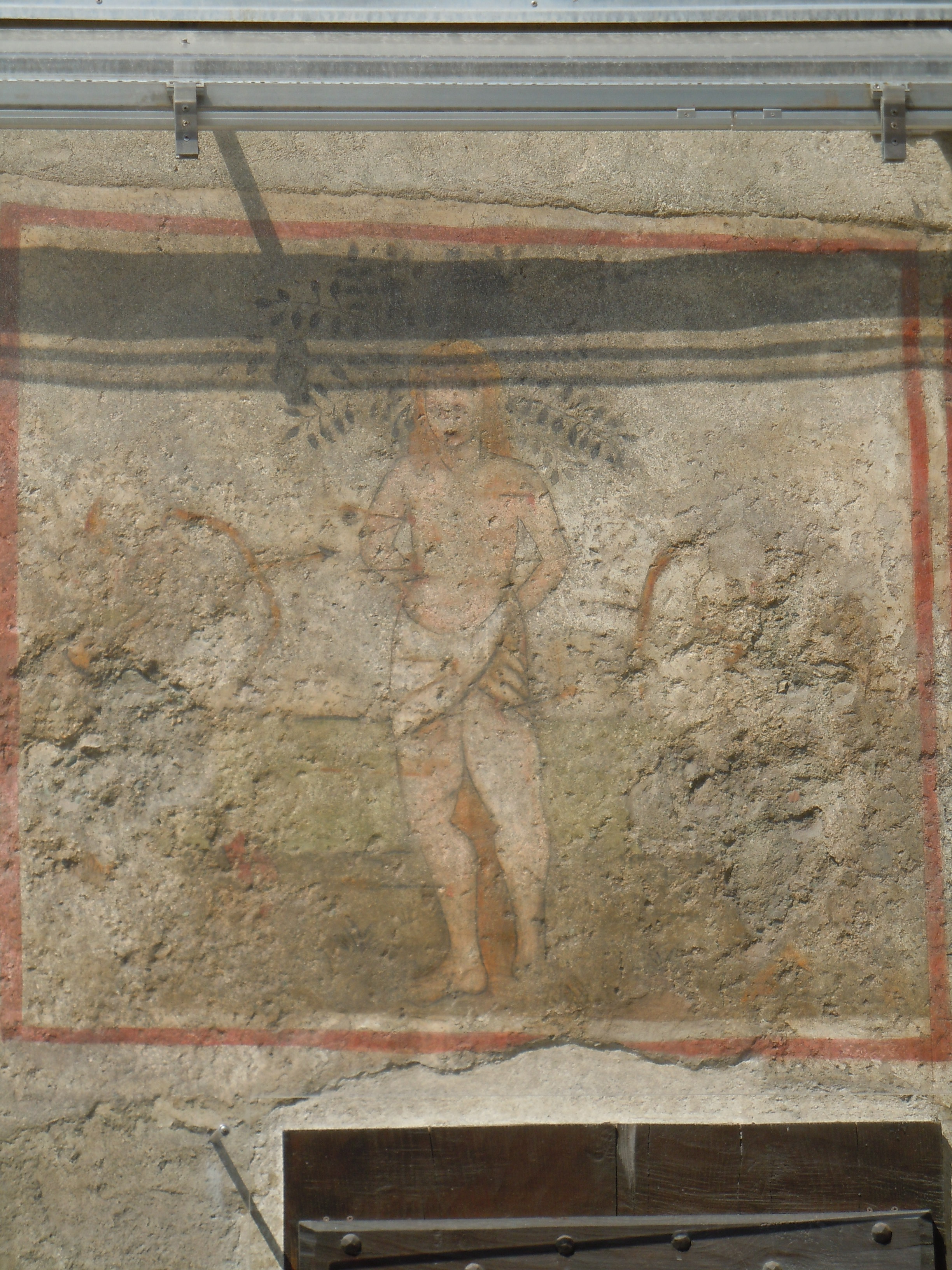
Particolare dell'affresco raffigurante San Sebastiano
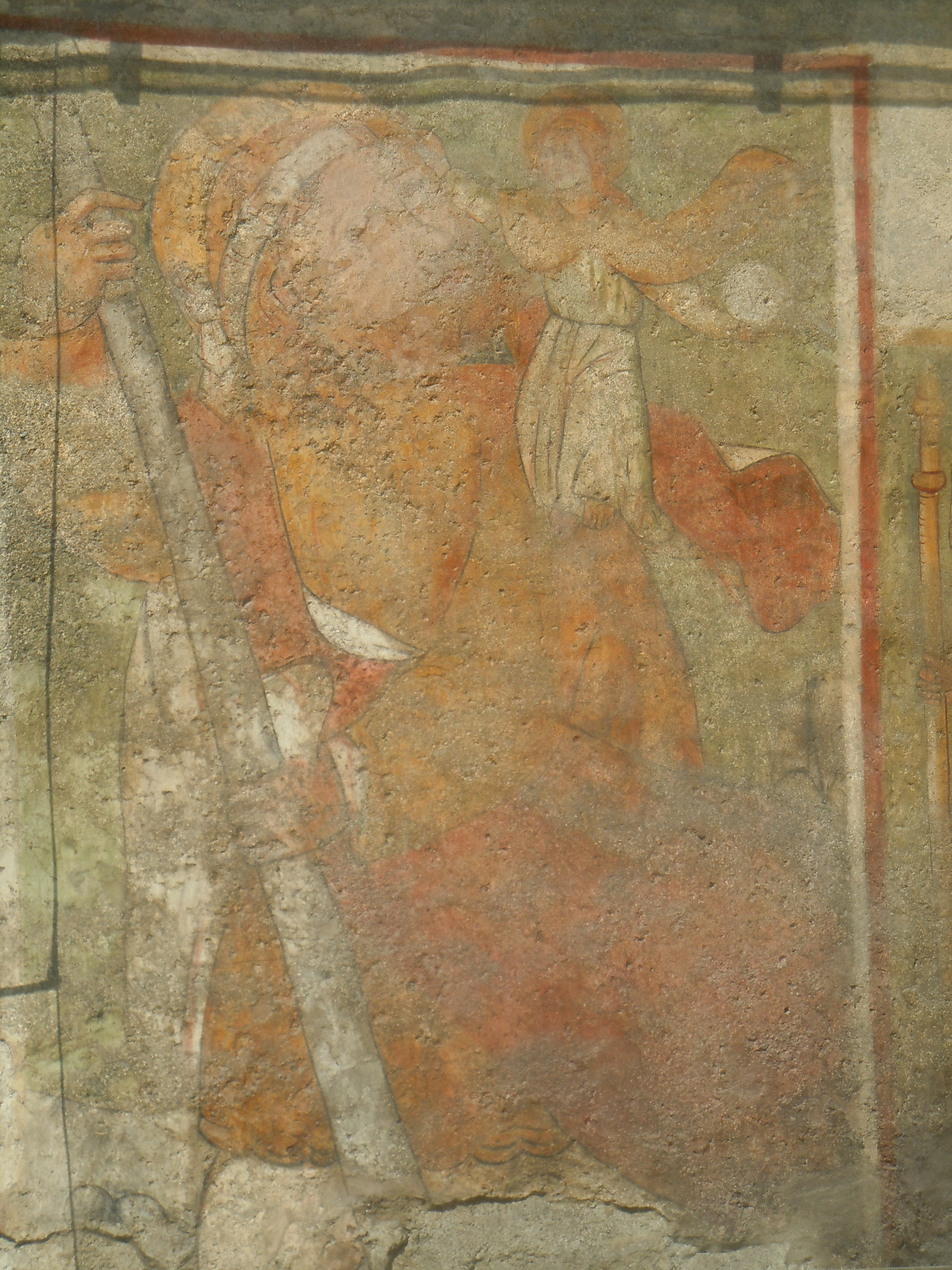
Particolare dell'affresco raffigurante San Cristoforo
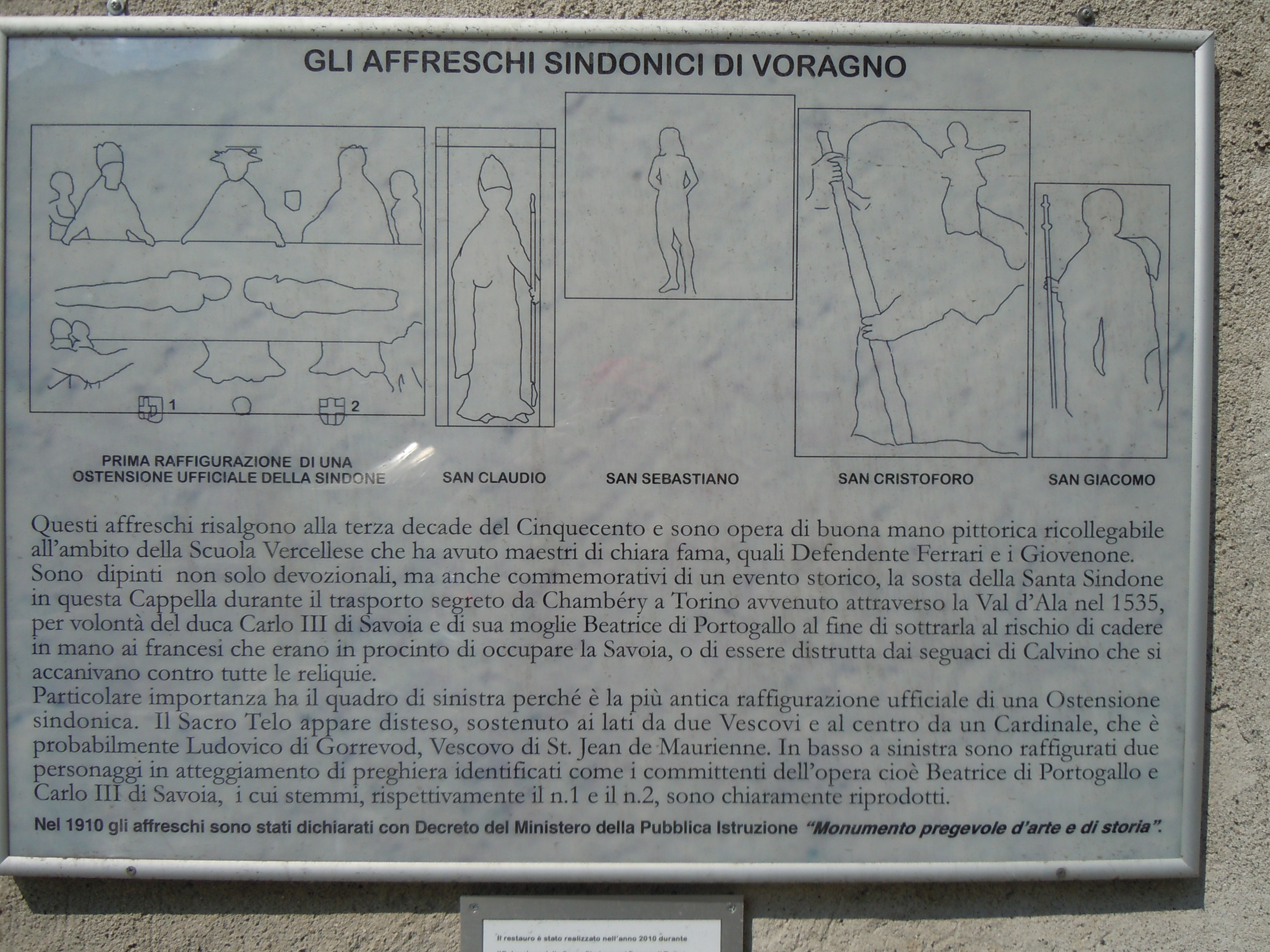
Pannello informativo degli affreschi sindonici di Voragno